# دستور الأدوية الملكي الإسباني

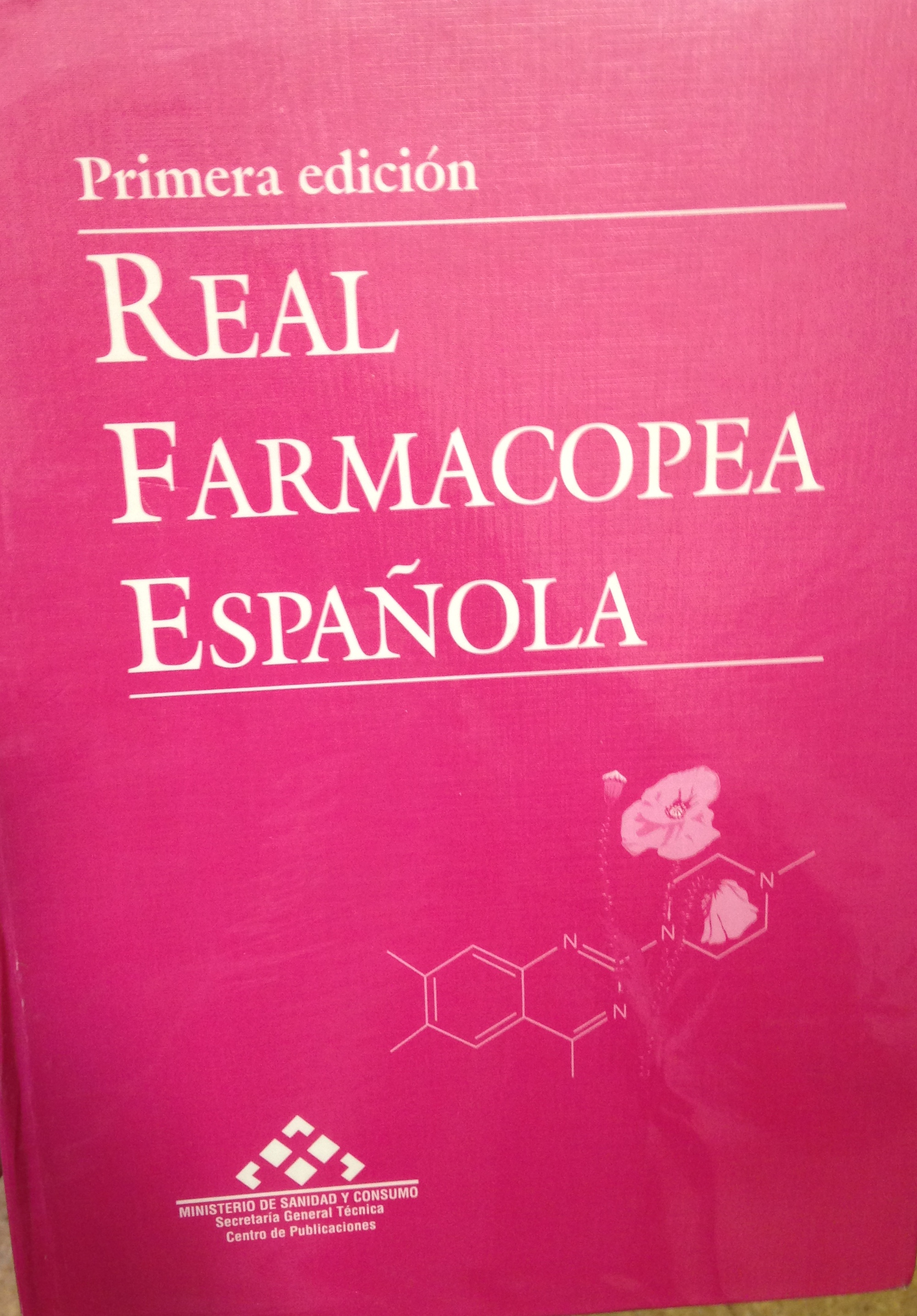
الطبعة الأولى من دستور الأدوية الإسباني

دستور الأدوية الملكي الإسباني (بالإسبانية: La Real Farmacopea Española)‏ (RFE)، هو دستور أدوية يحتوي على معايير محددة لضمان الجودة الواجب توافرها في المكونات الفعالة والسواغات التي هي جزء من تكوين الأدوية سواء للاستخدام البشري والاستخدام البيطري، فضلا عن طرق تحليليها. وهذا مدرج في القانون رقم 29/2006 الصادر في يوليو 2006 بشأن ضمانات وترشيد استخدام الأدوية والمنتجات الصحية.
يتم كتابة هذه القواعد المحددة في شكل أفرودات، وهي تصف الجودة الفيزيائية والكيميائية والبيولوجية التي يجب أن تكون هذه المواد. يجب أن تستجيب جميع المواد الخام المقدمة تحت فئة علمية أو مشتركة من دستور الأدوية الحالي لمواصفات مماثلة.
حاليا الطبعة الخامسة سارية المفعول، وهي متوافقة مع الطبعة السابعة من دستور الأدوية الأوروبي (Ph. Eu)، كلاهما يتم تجديدها بشكل دوري. هذه المعايير المشتركة معترف بها وينظمها أخصائيون صحيون مؤهلون، لضمان الاستخدام الصحيح والمعرفة الصحيحة للأدوية من قبل المهنيين الصحيين الآخرين.